# Parque Quase-Nacional Wakasa Wan
O Parque Quase-Nacional Wakasa Wan é um parque quase-nacional localizado nas prefeituras japonesas de Fukui e Quioto. Estabelecido em 1 de junho de 1955, tem uma área de 21 091 hectares.